# Бариера на Шотки
Бариера на Шотки кръстен на Валтер Шотки е потенциална бариера, образувана между метал и полупроводник, често използвана в производството на Шотки диоди. Основната ѝ характеристика е височината обозначена с Фb, като нейната стойност зависи от комбинацията между метал и полупроводникови елементи.
В диода на Шотки се използва преход метал – полупроводник, като главно се използват неговите токоизправителни свойства и е много подходящ при желана висока енергийна ефективност при постоянен ток.
|  | Тази страница частично или изцяло представлява превод на страницата Schottky barrier в Уикипедия на английски. Оригиналният текст, както и този превод, са защитени от Лиценза „Криейтив Комънс – Признание – Споделяне на споделеното“, а за съдържание, създадено преди юни 2009 година – от Лиценза за свободна документация на ГНУ. Прегледайте историята на редакциите на оригиналната страница, както и на преводната страница, за да видите списъка на съавторите. ВАЖНО: Този шаблон се отнася единствено до авторските права върху съдържанието на статията. Добавянето му не отменя изискването да се посочват конкретни източници на твърденията, които да бъдат благонадеждни. |